# Dzjaba Ioseliani
Dzjaba Ioseliani (Georgisch: ჯაბა იოსელიანი) (Chasjoeri, 10 juli 1926 - Tbilisi, 4 maart 2003) was leider van de Georgische paramilitaire Mchedrioni-beweging en was samen met Tengiz Kitovani militaire leider in de staatsgreep van 1991-1992 tegen president Zviad Gamsachoerdia.

## Biografie
Dzjaba Ioseliani werd geboren in het centraal-Georgische Chasjoeri, waar zijn vader werkzaam was bij de spoorweg en moeder lerares was. Ioseliani volgde in Leningrad een studie in de oriëntalistiek, maar maakte die niet af. In 1948 werd hij voor een bankoverval tot een jarenlange gevangenisstraf veroordeeld en kwam na 17 jaar in 1965 vrij, waarna hij wegens doodslag opnieuw werd veroordeeld. Hij zou later in het leven hierover zeggen dat hij omwille politieke onderdrukking veroordeeld was.

### Theateracademicus
Na zijn vrijlating keerde hij terug naar Georgië waar hij in 1973 afstudeerde aan de Faculteit Theaterwetenschappen van het Georgisch Theaterinstituut. Hij promoveerde in de filologie en werd theatercriticus, dichter en toneelschrijver. Na zijn afstuderen werkte Ioseliani een paar jaar als adjunct-directeur bij het Museum voor Film- en Theaterkunst en in de periode 1975-1989 was hij professor bij het Theaterinstituut. Door zijn functie in het culturele leven van Tbilisi, raakte hij bevriend met Edoeard Sjevardnadze, de toenmalige leider van de Georgische Communistische Partij en leider van de Georgische Sovjetrepubliek. Hij schreef gedurende de jaren een aantal populaire toneelstukken.

### Mchedrioni
Eind jaren tachtig van de 20e eeuw kwam het nationalisme in Georgië op en trad Ioseliani op de voorgrond. Toen op 9 april 1989 Sovjetsoldaten in Tbilisi op brute wijze een anti-Sovjet demonstratie neersloegen, richtte Ioseliani in augustus 1989 de Mchedrioni op, om de 'vreedzame bevolking te verdedigen'. Veel leden van de militie hadden net als hijzelf een strafblad. In feite was het een paramilitaire organisatie die zich in het toenemend nationalistische en xenofobische Georgië, aangejaagd door Sovjet-dissident Zviad Gamsachoerdia, tot doel stelde om Abchazië en Zuid-Ossetië onder controle te krijgen en de plaatselijke separatisten te bestrijden.
Gamsachoerdia, die inmiddels staatshoofd van de Georgische sovjetrepubliek was geworden, keerde zich in najaar 1990 tegen Ioseliani en zijn Mchedrioni door de organisatie onwettig te verklaren. Een maand na het begin van de burgeroorlog in Zuid-Ossetië liet hij de organisatie in februari 1991 ontmantelen door Ioseliani en andere Mchedrioni-leden in de gevangenis op te sluiten. In mei 1991 werd Gamsachoerdia tot president gekozen, waarna zijn toenemend dictatoriale regeerstijl leidde tot ruzie met zijn premier Tengiz Sigoea en de opperbevelhebber van de Nationale Garde, Tengiz Kitovani.

### Staatsgreep

Gevechten bij het parlement tijdens de staatsgreep

Op 22 december 1991 vond er onder leiding van Kitovani een staatsgreep plaats tegen president Gamsachoerdia, door een aanval op het parlement waar de regering en president Gamsachoerdia zich verschansten, die werden verdedigd door de Nationale Garde. Voormalig premier Tengiz Sigoea nam een hotel in de Roestavelilaan in Tbilisi over, vlak bij het parlement, dat diende als coördinatiecentrum van de oppositie. Ioseliani wist uit de gevangenis te ontsnappen en voegde zich bij de militanten. Het beleg van het parlement duurde twee weken, kostte aan meer dan 100 mensen het leven, en resulteerde op 6 januari 1992 in de vlucht van Gamsachoerdia naar het buitenland. 
Nog tijdens de staatsgreep formeerden Ioseliani, Kitovani en Sigoea een tijdelijke Militaire Raad, die het land tot maart van dat jaar onder leiding van Kitovani en Ioseliani  zou regeren. Edoeard Sjevardnadze werd in maart 1992 overgehaald om het land te leiden en om internationale legitimiteit te verwerven. Ioseliani nam zitting in de nieuw gevormde Staatsraad, en was deel van het presidium. Sjevardnadze leunde in deze beginperiode nog zwaar op de Mchedrioni-militie en Ioseliani weigerde de autonomie van de Mchedrioni op te geven en het op te laten nemen in de reguliere Georgische strijdkrachten. Het kantoor van Ioseliani bevond zich direct boven dat van Sjevardnadze en hij werd constant omringd door gewapende volgelingen, waar hij ook ging. Ioseliani was op 13 juni 1992 het doelwit van een moordaanslag, waarbij meerdere mensen omkwamen. Hijzelf overleefde de aanslag.

### Onder Sjevardnadze
In oktober 1992 vonden parlementsverkiezingen plaats, en Ioseliani werd namens het district Nadzaladevi in Tbilisi verkozen. Sjevardnadze breidde zijn macht uit en werd naast parlementsvoorzitter ook staatshoofd waarmee hij ook opperbevelhebber over de Georgische krijgsmacht werd. Om de nationale veiligheid weer in staatsrechtelijke banen te krijgen moest hij ook de paramilitaire groepen onderworpen krijgen. Hij benoemde Ioseliani, net als Kitovani, tot lid van de nationale veiligheids- en defensieraad. Dit wierp geen vruchten af en hij ontsloeg beiden in mei 1993 uit de raad. 
Niettemin was de Mchedrioni op dat moment nog essentieel voor de Georgische staatsveiligheid, met de capaciteiten die het bezat. Ioseliani overzag dat de Mchedrioni een autonome plaats binnen het leger behield. Toen de Abchazische hoofdstad Soechoemi in september 1993 viel en het Georgische leger desintegreerde werd Ioseliani na Sjevardnadze de meest invloedrijke persoon in de Georgische politiek. In 1993-1994 was Ioseliani hoofd van de Georgische delegatie bij de vredesonderhandelingen in Genève over het Georgisch-Abchazisch conflict. In 1994 begon Sjevardnadze met het juridisch beteugelen van de Mchedrioni en begin 1995 gaf hij opdracht de organisatie te ontwapenen.
Op 29 augustus 1995 overleefde Sjevardnadze een aanslag met een autobom op zijn regeringslimousine, op de dag dat hij de nieuwe grondwet zou ondertekenen. Men verdacht aanhangers van Gamsachoerdia en leden van de Mchedrioni, waaronder Ioseliani. Hij werd in november 1995 gearresteerd en beschuldigd van verraad en het beramen van de moord op verschillende politieke leiders, waaronder Sjevardnadze. De beschuldigingen werden nooit hard gemaakt, maar Ioseliani werd in 1998 veroordeeld tot 11 jaar gevangenisstraf. In het voorjaar van 2000 kwam hij door een amnestieregeling vrij. Pogingen die hij ondernam om de Mchedrioni-beweging als politieke partij te registreren onder de naam Patriottische Unie faalden.
In oktober 2001 was Ioseliani tegenstrever van Micheil Saakasjvili in de tussentijdse verkiezing voor een parlementszetel voor het kiesdistrict Vake in Tbilisi. Saakasjvili won deze verkiezing. Op 26 februari 2003 kreeg Ioseliani een hartaanval. Hij overleed een week later op 4 maart. Hij is begraven in Tbilisi, op de schrijversbegraafplaats in de wijk Didoebe.